# Jenny Tonge

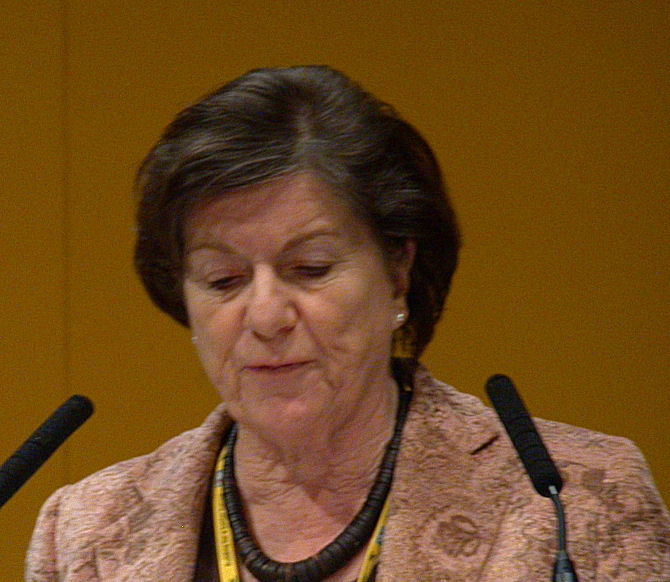
Jennifer Tonge, Baroness Tonge

Jennifer Louise Tonge, Baroness Tonge (* 19. Februar 1941 in Walsall, England) ist eine Politikerin im Vereinigten Königreich. Sie war von 1997 bis 2005 liberaldemokratisches Parlamentsmitglied (MP) für den 1997 geschaffenen Londoner Wahlbezirk Richmond Park. Seit dem 23. Juni 2005 ist sie Mitglied auf Lebenszeit im House of Lords.

## Politische Karriere
Von 1981 bis 1990 war Tonge Beigeordnete des London-Borough-of-Richmond-upon-Thames-Wahlbezirks der Richmond Park einschloss. Sie leitete vier Jahre den Sozialausschuss. Nach der Parlamentswahl von 1997, in der sie einen Unterhaussitz gewann, war sie Sprecherin ihrer Partei für Internationale Entwicklung.
2002 fragte sie Tony Blair im Rahmen einer Debatte um Kreationismus und Evolution, ob dieser „glücklich damit sei, dass beides zusammen an staatlichen Schulen gelehrt wird“.
Vom Parteivorsitzenden Charles Kennedy wurde sie im Januar 2004 als Sprecherin abgelöst, nachdem sie geäußert hatte, dass sie verstehen könne, wenn Palästinenser Selbstmordattentäter werden und dass sie als solcher selbst einer wäre. Eine Entschuldigung lehnte sie ab. Tonge unterstützte einige pro-palästinensische Aktivisten und MPs, die eine zweiminütige Schweigeminute zum Gedenken an den von Israel getöteten Hamas-Führer Scheich Ahmad Yasin abhielten. Für die Ehrung eines Terroristen wurde sie deshalb in der Presse angegriffen, besonders von Melanie Phillips, einer Journalistin, die für Daily Mail und Jewish Chronicle schreibt.
Jenny Tonge verlor 2004 eine Tochter durch einen Stromunfall und zog sich im Mai während der Britischen Unterhauswahlen 2005 zurück, um ihre Enkel zu unterstützen. Ihren Sitz übernahm Susan Kramer.
Seit dem 23. Juni 2005 ist sie Life Peer mit dem Titel Baroness Tonge, of Kew in the London Borough of Richmond upon Thames, und damit auf Lebenszeit Peer im britischen Oberhaus.
Anfang 2006 griff sie im britischen Oberhaus die Gana und Gwi-San der Kalahari an, die versuchten, in „der Steinzeit zu verharren“, und „die Regierung Botswanas erpressen“ würden, indem sie sich weigerten, ihr Land zu verlassen. Diesen Schluss zog sie aus einer Reise nach Botswana 2002, die von Debswana bezahlt wurde, einem Joint-Venture-Unternehmen zwischen De Beers und der botswanischen Regierung, dem die Schürfrechte für Diamanten im San-Siedlungsgebiet in der Kalahari gehört.
Im September 2006 sagte Tonge in einer Rede an der Universität Edinburgh während eines Meetings am Rande einer Parteikonferenz, dass die „pro-israelische Lobby die westliche Welt umklammert halte, besonders finanziell“, und „wohl auch unsere Partei. Amerikanische Forschungen bestätigten, dass die israelische Lobby einen disproportionalen Einfluss auf die US-Außenpolitik hat.“ Dabei bezog sie sich auf die Publikation des Politologen John J. Mearsheimer: The Israel Lobby and U.S. Foreign Policy.
2010 beschuldigte sie nach dem Erdbeben in Haiti das israelische Hilfsteam, mit Organen Schwarzmarkthandel zu betreiben. Daraufhin verlor sie das Amt der Gesundheitssprecherin im Unterhaus.
Angeführt vom Erzbischof von Canterbury George Leonard Carey bildete sich daraufhin eine parteiübergreifende Gruppe der Lords, die äußerte, dass Tonges Kommentare „unverantwortlich und unpassend“ seien und die „klassische anti-jüdische Verschwörungstheorie beleben“ würden. Die Parteiführung und das Chief-Whip-Büro des House of Lords beschlossen daraufhin „Empfehlungen“, wie mit Jenny Tonge zu verfahren sei, und übermittelten ihr diese. Das Board of Deputies of British Jews hofft auf Parteiausschluss. Die Gruppe der liberaldemokratischen Lords schloss Tonge im 2012 aus, und sie sitzt seither als Unabhängige im Oberhaus. Im Oktober 2016 wurde sie wegen weiterer als antisemitisch eingestufter Aussagen von der Parteiführung suspendiert und erklärte zeitgleich ihren Austritt aus der Partei.